# 2700 Baikonur
A 2700 Baikonur (ideiglenes jelöléssel 1976 YP7) a Naprendszer kisbolygóövében található aszteroida. Nyikolaj Sztyepanovics Csernih fedezte fel 1976. december 20-án.